# Rachel Zegler
Rachel Anne Zegler (Hackensack, 3 maggio 2001) è un'attrice statunitense.
Ha esordito sul grande schermo nel 2021 con il ruolo di Maria in West Side Story di Steven Spielberg, remake dell'omonimo film del 1961, per il quale ha ricevuto il plauso della critica e ha vinto il Golden Globe per la migliore attrice in un film commedia o musicale. Ha in seguito recitato in Shazam! Furia degli dei (2023), Hunger Games - La ballata dell'usignolo e del serpente (2023) e con il ruolo di Biancaneve nell'omonimo live action Disney (2025). Ha fatto il suo debutto a Broadway interpretando Giulietta nella tragedia Romeo + Giulietta (2024) e nel 2025 ha esordito nel West End interpretando Eva Perón nel musical Evita.

## Biografia
Rachel Zegler è nata il 3 maggio 2001 ad Hackensack, nel New Jersey, figlia di Gina e Craig Zegler; ha una sorella maggiore, Jacqueline. Il nome Rachel le è stato dato per via del personaggio Rachel Green della sitcom Friends. Di origini sia polacche sia colombiane, è cresciuta a Clifton, dove ha frequentato l'Immaculate Conception High School.
Durante gli anni delle superiori si è avvicinata al mondo della recitazione e del teatro, recitando come protagonista in produzioni scolastiche de La bella e la bestia (2016), La sirenetta (2017), 42nd Street (2018) e Shrek (2019). Ha un canale YouTube attivo da luglio 2015; a partire dal 2022, il video di lei che canta il brano Shallow di Lady Gaga, ha raccolto oltre 12,2 milioni di visualizzazioni su Twitter. Si è diplomata nel giugno 2019.
Nel 2021 fa il suo debutto cinematografico interpretando Maria nel remake West Side Story, diretto da Steven Spielberg. Ha ottenuto il ruolo rispondendo al casting sul social network Twitter, con un video in cui si esibiva cantando i brani "Tonight" e "I Feel Pretty". È stata selezionata tra oltre 30 000 candidati. Grazie a questo ruolo si aggiudica il Golden Globe come migliore attrice in un film commedia o musicale, diventando la prima attrice di origine colombiane e la più giovane di sempre ad aggiudicarsi il premio nella categoria. Ha inoltre ottenuto il National Board of Review come miglior attrice e ricevuto una candidatura ai Critics' Choice Award come migliore giovane interprete.
Nel 2022 suscita scalpore la notizia, che la stessa Zegler ha annunciato tramite i propri canali social, di non essere stata invitata alla cerimonia dei premi Oscar 2022. Tuttavia dopo poche ore l'Academy ha ufficializzato la presenza dell'attrice come conduttrice dell'evento, scusandosi con la stessa. Nel 2023 ottiene la parte della dea Anthea nel film di fantascienza del DC Extended Universe Shazam! Furia degli dei (sequel di Shazam!). Lo stesso anno interpreta la protagonista Lucy Gray Baird in Hunger Games - La ballata dell'usignolo e del serpente, prequel dei film della saga cinematografica di Hunger Games. Nel 2024 esordisce a Broadway interpretando Giulietta in Romeo e Giulietta, accanto a Kit Connor e interpreta il film Y2K. Nel 2025 è protagonista in Biancaneve, dove veste i panni della principessa Disney Biancaneve nell'adattamento live action del classico Disney del 1937.

## Filmografia

### Cinema
- West Side Story, regia di Steven Spielberg (2021)
- Shazam! Furia degli dei (Shazam! Fury of the Gods), regia di David F. Sandberg (2023)
- Hunger Games - La ballata dell'usignolo e del serpente (The Hunger Games: The Ballad of Songbirds and Snakes), regia di Francis Lawrence (2023)
- Y2K: La rivolta digitale (Y2K) , regia di Kyle Mooney (2024)
- Biancaneve (Snow White), regia di Marc Webb (2025)

### Doppiaggio
- Spellbound - L'incantesimo (Spellbound), regia di Vicky Jenson (2024)

## Teatro
- Romeo + Juliet di William Shakespeare, regia di Sam Gold. Circle in the Square Theatre di Broadway (2024)
- Evita di Andrew Lloyd Webber e Tim Rice, regia di Jamie Lloyd. London Palladium di Londra (2025)

## Discografia

### Colonne sonore
- 2023 – Hunger Games - La ballata dell'usignolo e del serpente

### Singoli
- 2021 – Let me try
- 2021 – Balcony Scene (Tonight) (con Ansel Elgort)
- 2023 – The Hanging Tree
- 2024 – The Old Therebefore
- 2024 – One More Day (con Watsky)
- 2024 – Man Of The House

## Doppiatrici italiane
Nelle versioni in italiano delle opere in cui ha recitato, Rachel Zegler è stata doppiata da:
- Arianna Vignoli in West Side Story, Biancaneve (dialoghi)
- Margherita De Risi in Hunger Games - La ballata dell'usignolo e del serpente, Y2K: La rivolta digitale
- Ludovica Bebi in Shazam! Furia degli dei
- Eleonora Segaluscio in Biancaneve (canto)

Da doppiatrice è sostituita da:
- Arianna Craviotto in Spellbound - L'incantesimo (dialoghi)
- Silvia Cesana (Sissi) in Spellbound - L'incantesimo (canto)

## Riconoscimenti
- Golden Globe[14]
  - 2022 – Migliore attrice in un film commedia o musicale per West Side Story
- Critics' Choice Awards
  - 2022 – Candidatura al miglior cast per West Side Story
  - 2022 – Candidatura alla migliore giovane interprete per West Side Story
- National Board of Review Awards
  - 2022 – Migliore attrice protagonista per West Side Story